# Lũng Niêm
Lũng Niêm là một xã thuộc huyện Bá Thước, tỉnh Thanh Hóa, Việt Nam.

## Địa giới hành chính
Xã Lũng Niêm nằm ở phía tây bắc của huyện Bá Thước.
- Phía đông giáp xã Cổ Lũng, huyện Bá Thước.
- Phía nam giáp các xã Ban Công và Thành Lâm, huyện Bá Thước.
- Phía tây giáp xã Thành Lâm, huyện Bá Thước.
- Phía bắc giáp các xã Thành Sơn và Lũng Cao, huyện Bá Thước.

## Lịch sử
Xã Lũng Niêm vào thời Lê - Nguyễn là vùng đất thuộc huyện Cẩm Thủy, phủ Thiệu Thiên, Thanh Hóa. Đến năm Thành Thái thứ 14 (1902), thuộc tổng Cổ Lũng, châu Quan Hóa. Vào năm Khải Định thứ 10 (1925), tổng Cổ Lũng chuyển về châu Tân Hóa mới thành lập. Năm 1943, tổng Cổ Lũng nhập với tổng Thiết Ống thành một bang của châu Quan Hóa. Sau Cách mạng tháng Tám (1945), tổng Cổ Lũng thuộc châu Tân Hóa mới tái lập, đến tháng 11 năm 1945, châu Tân Hóa đổi thành châu Bá Thước theo tên của thủ lĩnh Cầm Bá Thước trong phong trào Cần vương.
Tháng 3 năm 1948, xã Lũng Niêm lúc này là vùng đất thuộc xã Quốc Thành, huyện Bá Thước. Năm 1964, xã Quốc Thành được chia thành 5 xã là Lũng Cao, Thành Sơn, Thành Lâm, Lũng Niêm và Cổ Lũng, tên gọi Lũng Niêm chính thức xuất hiện từ đây. Sau khi thành lập, xã Lũng Niêm gồm các Làng: Bồng, Quan, Ưới, Bả, Lăn Trong, Lăn Ngoài, Đông Đủ, Đòn và Thanh.

## Đơn vị hành chính
Phố Đòn là trung tâm của xã với 1 Bưu điện văn hoá Xã và 1 Chợ phiên thường họp vào Thứ 5 và Chủ nhật hằng Tuần. Ngoài ra, hiện nay xã Lũng Niêm còn có các Làng:
- Làng Đủ
- Làng Đòn
- Làng Đồng
- Làng Lặn Ngoài
- Làng Lặn Trong
- Làng Bả
- Làng Ươi
- Làng Quăn
- Làng Bồng

## Văn Hoá - Giáo dục
Về Văn Hoá - Giáo dục xã Lũng Niêm, có 1 Trường Trung học cơ sở, 2 Trường Tiểu học và hệ thống các Trường Mầm non.